# Cerovo, Grosuplje
Cerovo este o localitate din comuna Grosuplje, Slovenia, cu o populație de 33 de locuitori.